# Calcutta (Ohio)
Calcutta é uma Região censo-designada localizada no estado norte-americano de Ohio, no Condado de Columbiana.

## Demografia
Segundo o censo norte-americano de 2000, a sua população era de 3491 habitantes.

## Geografia
De acordo com o United States Census Bureau tem uma área de 
30,4 km², dos quais 30,4 km² cobertos por terra e 0,0 km² cobertos por água.

## Localidades na vizinhança
O diagrama seguinte representa as localidades num raio de 8 km ao redor de Calcutta. 